# Lee You-jin
Lee You-jin (en hangul, 이유진; RR: I Yujin; Goyang, Gyeonggi-do, 6 de abril de 1992) es un actor surcoreano.

## Biografía
Es hijo del veterano actor surcoreano Lee Hyo-jung (이효정) y de Kim Mi-ran. 
Su tío es el actor surcoreano Lee Ki-young (이기영).
Estudió en el departamento de drama y cine en la Universidad Dongguk.

## Carrera
Es miembro de la agencia Blossom Entertainment (블러썸 엔터테인먼트) desde abril de 2020. Previamente formó parte de la agencia Namoo Actors (나무엑터스).
En agosto de 2017 se unió al elenco de la serie Age of Youth 2 (también conocida como "Hello, My Twenties! 2") donde dio vida a Kwon Ho-chang, un ingenuo e inocente estudiante de ingeniería y el interés romántico de Jung Ye-eun (Han Seung-yeon), hasta el final de la serie el 7 de octubre del mismo año. Originalmente Onew interpretaría a Ho-chang, sin embargo se retiró del drama y You-jin obtuvo el papel.
En agosto de 2018 se unió apareció en la serie Familiar Wife donde interpretó a Jung Hyun-soo, un colega de Cha Joo-hyuk (Ji Sung) en el banco.
En agosto de 2019 se unió al elenco recurrente de la serie Be Melodramatic (también conocida como "Melo Suits Me") donde dio vida a Kim Hwan-dong, el exnovio de Lim Jin-joo (Chun Woo-hee) y asistente de dirección de Son Beom-soo (Ahn Jae-hong).
En agosto de 2020 se unió al elenco principal de la serie Do You Like Brahms? donde interpretó a Yoon Dong-yoon, el amigo de Chae Song-ah (Park Eun-bin) y Kang Min-sung (Bae Da-bin), hasta el final de la serie el 20 de octubre del mismo año.
En noviembre de 2021 participó en el reparto de la serie de jTBC Idol: The Coup, con el papel de Piyon, un genio de la producción que trabaja para la agencia Starpeace Entertainment.

## Filmografía

### Series de televisión
| Año     | Título                    | Personaje      | Notas        | Ref.          |
| ------- | ------------------------- | -------------- | ------------ | ------------- |
| 2013    | Goddess of Fire           | Il-nam         |              |               |
| 2014    | Dr. Frost                 | Kim-wook       |              |               |
| 2015    | EXO Next Door             | Cho Min-hwan   |              |               |
| 2015    | Twenty Again              | Lee Dae-seong  |              |               |
| 2016    | Gogh, The Starry Night    | -              |              |               |
| 2017    | Age of Youth 2            | Kwon Ho-chang  | 11 episodios | [ 17 ] [ 18 ] |
| 2018    | Familiar Wife             | Jung Hyun-soo  |              | [ 19 ]        |
| 2019    | Be Melodramatic           | Kim Hwan-dong  |              | [ 20 ]        |
| 2020    | Do You Like Brahms?       | Yoon Dong-yoon |              | [ 21 ]        |
| 2021    | Idol: The Coup            | Piyon          |              | [ 16 ]        |
| 2022-23 | Three Bold Siblings       | Kim Gun-woo    |              | [ 22 ]        |
| 2024    | No hay amor desinteresado | Yeo Ha-jun     |              | [ 23 ] [ 24 ] |

### Series web
| Año  | Título                          | Personaje       | Notas |
| ---- | ------------------------------- | --------------- | ----- |
| 2015 | Sweet 20s (달콤청춘)            | Kang-woo        |       |
| 2017 | Rooftop Farming (루프탑의 농신) | Baek Seung-hyun |       |

### Películas
| Año  | Título                        | Personaje               | Notas                                                                                            | Ref.          |
| ---- | ----------------------------- | ----------------------- | ------------------------------------------------------------------------------------------------ | ------------- |
| 2016 | Derailed                      | Seon Bong-gil           | junto a Ma Dong-seok, Choi Min-ho, Kim Jae-young y Park Ho-san                                   |               |
| 2017 | Daddy You, Daughter Me        | Kang Ji-oh              | junto a Jung So-min, Yoon Je-moon, Lee Il-hwa, Shin Goo, Park Hyuk-kwon, Lee Mi-do y Heo Ga-yoon |               |
| 2017 | Flying Kite (Unexpected Love) | 현우                    | junto a Krystal, Lay, Wang Yibo y Woo Do-im                                                      |               |
| 2018 | Be with You                   | Jung Woo-jin (de joven) | junto a So Ji-sub, Kim Hyun-soo y Son Ye-jin                                                     | [ 25 ] [ 26 ] |
| 2024 | Love in the Big City          | Sun Woo                 | junto a Kim Go-eun y Noh Sang-hyun                                                               | [ 27 ]        |

### Programas de variedades
| Año  | Programa             | Notas                   | Ref.          |
| ---- | -------------------- | ----------------------- | ------------- |
| 2017 | Produce 101 Season 2 | concursante - puesto 54 | [ 28 ] [ 29 ] |
| 2019 | Busted! 2            | (ep. 2) - invitado      |               |
| 2020 | Salty Tour: Season 2 | (ep. 27-29) - invitado  |               |

### Reunión con fans
| Año  | Título                  | Notas                             |
| ---- | ----------------------- | --------------------------------- |
| 2017 | Introduction to Rookies | junto a Song Kang y Oh Seung-hoon |

### Teatro
| Año  | Título          | Personaje | Notas |
| ---- | --------------- | --------- | ----- |
| 2011 | The Good Doctor | -         |       |

### Musicales
| Año  | Título | Personaje | Notas |
| ---- | ------ | --------- | ----- |
| 2011 | Fame   | -         |       |

### Anuncios
| Año | Título                   | Notas |
| --- | ------------------------ | ----- |
| -   | 클럭                     |       |
| -   | 농심 쌀국수              |       |
| -   | 르노삼성자동차 더 뉴 QM6 |       |
| -   | 삼성 갤럭시S10           |       |
| -   | 맥도날드                 |       |
| -   | 쏘카                     |       |
| -   | 데일리호텔               |       |
| -   | 정관장 알파프로젝트      |       |
| -   | 기아자동차 k3            |       |